# Otura (Asturias)
Otura es una aldea española situada en la parroquia de La Foz, dentro del municipio de Morcín, en la parte central del Principado de Asturias.

## Demografía
Según el Instituto Nacional de Estadística de España, en el año 2010 Otura contaba con 9 habitantes censados.